# 生足

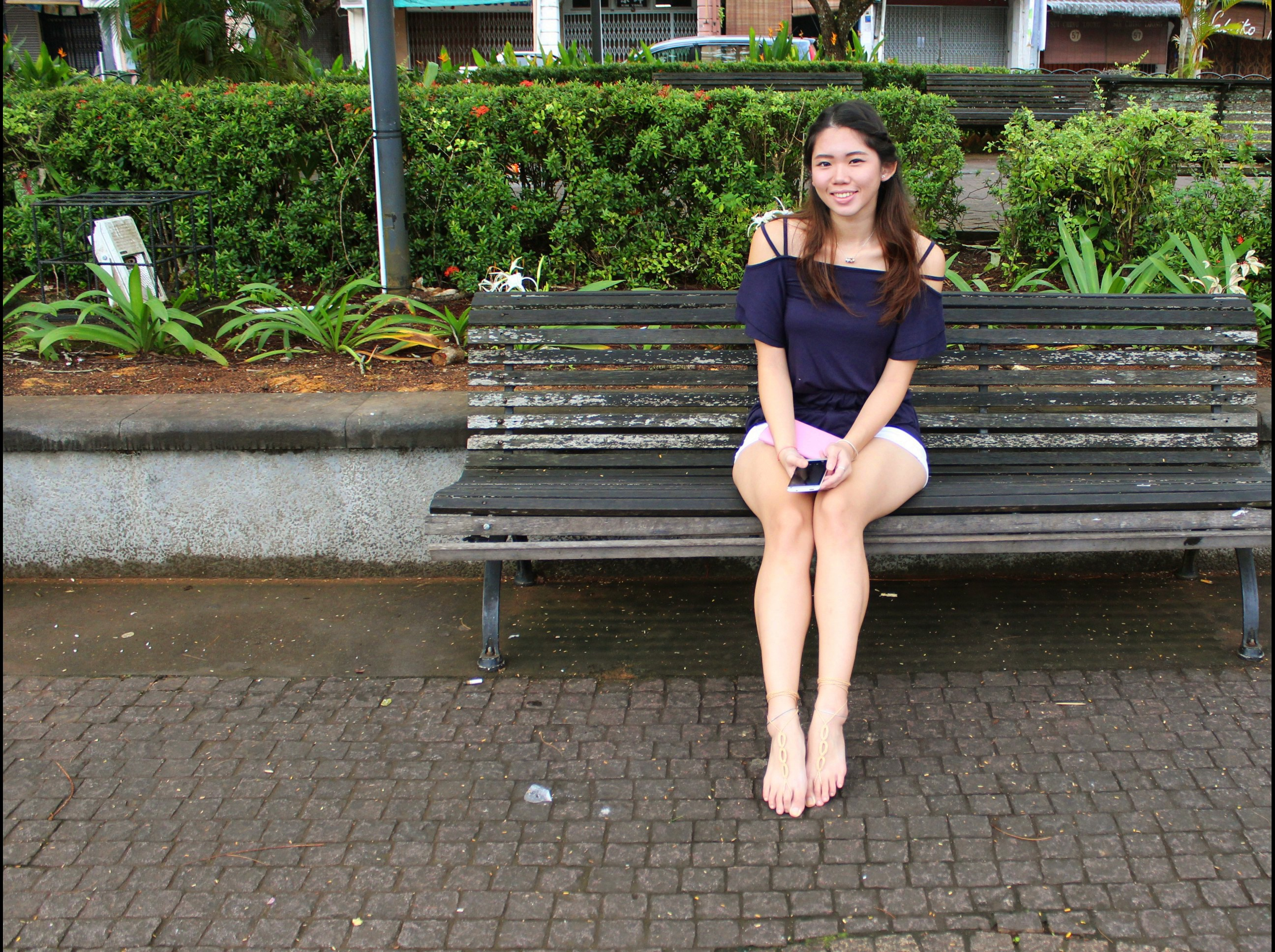
生足の女性

生足（なまあし）とは、靴下やストッキングを履いていない女性の足をいう俗語である。生脚（なまあし）、ナマ足とも表記される。
通常は男性に対しては使わない。

## 概要
特にミニスカートやショートパンツなど、脚が露出する服装のときに用いられる。
生足は、日本では1996年頃から若い女性の間で流行した。それまではボディコンスタイルでもストッキングを履くのが常識であった。
1996年5月に来日したスーパーモデルのシンディ・クロフォードが当時愛用していた生足にサンダル履きというスタイルに影響を受け、その年の夏から流行したという。また安室奈美恵に影響をうけたアムラーは、生足にブーツを履くのをメインファッションとした。
生足ブームによりパンティストッキングの需要は減退していったが、2010年頃よりシアータイツと呼ばれるパンストが流行し、ストッキング市場も復調していった。